# Wupperthal
Wupperthal è un centro abitato sudafricano situato nella municipalità distrettuale di West Coast nella provincia del Capo Occidentale.

## Geografia fisica
Il piccolo centro abitato, incastonato in un arido canyon, sorge sulle rive del fiume Tra-tra a circa 30 chilometri a sud-est della città di Clanwilliam.

## Storia
Il 31 dicembre 2018 un incendio imperversò nel villaggio causando estesi danni: solamente la chiesa e pochi altri edifici scamparono alle fiamme.